# Susan Stahnke
Susan Stahnke (* 7. September 1967 in Hameln), verheiratete Gericke, ist eine deutsche Fernsehmoderatorin und Schauspielerin.

## Leben
Stahnke besuchte das Albert-Einstein-Gymnasium Hameln, welches sie 1987 mit dem Abitur verließ. 1980 und 1985 absolvierte sie zwei international anerkannte Tanzprüfungen der Royal Academy of Dance in London und tanzte in den Jahren 1979 bis 1987 in mehreren Ballettaufführungen. 1985 machte sie ein Redaktionspraktikum bei der Deister- und Weserzeitung in Hameln. Es folgte von 1987 bis 1992 ein Studium der Betriebswirtschaftslehre an der Universität Hamburg. Zudem absolvierte sie 1989 ein Fernsehpraktikum beim Norddeutschen Rundfunk und journalistische Fortbildungskurse. Im Dezember 1989 begann Susan Stahnke ihre Tätigkeit als freie Mitarbeiterin im Bereich Programm-Moderation für das Fernsehen des NDR, sowohl im Ersten als auch in N3.
Nach einem Casting durch Werner Veigel wurde Stahnke ab dem 15. Juli 1992 Sprecherin der Tagesschau, seit dem 1. September 1994 auch der 20-Uhr-Ausgabe und blieb dies bis zum 29. November 1998. Daneben moderierte sie von 1993 bis 1994 gemeinsam mit Dénes Törzs den Liederwettbewerb Lieder so schön wie der Norden und mit Jörg Knör von 1997 bis 1998 die Musikshow ARD-Wunschkonzert. Nach Kritik wegen der Veröffentlichung erotischer Fotos im Magazin Gala verließ sie die ARD am 24. Januar 1999, unter anderem, um eine Karriere als Schauspielerin zu versuchen.
Zunächst moderierte sie vom 4. Oktober 1999 bis zum 27. März 2000 das Magazin Newsmaker auf Sat.1 und wirkte 1999 für ProSieben als Oscar-Reporterin. Außerdem war sie in einer Folge der Kinder- und Jugendserie fabrixx zu sehen und in den Serien Hinter Gittern, Alphateam, Balko und Alarm für Cobra 11. Außerdem spielte sie weitere kleinere US-Rollen, wie 2001 eine Hotelmanagerin in der Serie Law & Order: Special Victims Unit. 2002 warb sie mit einer für stern TV aufgezeichneten Spiegelung ihres Dickdarms für die Bedeutung der Krebsfrüherkennung und wurde dafür mit dem Felix Burda Award (Kommunikationspreis) ausgezeichnet.
Ferner machte sie 2003 durch Halbaktaufnahmen im Playboy sowie 2004 und 2005 durch zwei Siege in der RTL-Show Der große Deutschtest von sich reden. In dem US-Thriller Detonator – Spiel gegen die Zeit (2003) hatte sie einen kurzen stummen Auftritt als Anwältin, in deren Büro Sekunden nach ihrem Erscheinen eine Bombe explodiert. Eine angekündigte Kinorolle als Carin Göring wurde nie verwirklicht. 2004 nahm sie an der ersten Staffel der Reality-Show Ich bin ein Star – Holt mich hier raus! teil.
Von 2007 bis 2023 moderierte sie bei den Regionalsendern Hamburg 1 und TV Berlin eine eigene Talkshow mit dem Titel Tischgespräch, in der sie prominente Gäste interviewte. Im Jahr 2017 musste Stahnke Privatinsolvenz anmelden. Das Insolvenzverfahren ist seit 2022 abgeschlossen.

## Privates
2002 fand Susan Stahnke heraus, dass sie nicht bei ihrem leiblichen Vater, sondern bei einem Scheinvater aufgewachsen ist. Im Jahr 2003 ging sie erfolglos vor Gericht, um von ihrer Mutter ihre wahre Herkunft zu erfahren. Ebenso klagte sie gegen den vermutlichen Vater, um die Vaterschaft feststellen zu lassen, zog diese Klage aber mangels Aussicht auf Erfolg zurück. Susan Stahnke heiratete im Mai 1999 den Unternehmer Thomas Gericke, seit dem 1. Juli 2006 haben sie einen gemeinsamen Sohn.

## Filmografie
- 2001: Fabrixx (Fernsehserie, Folge 1x24 Premiere bis Folge 1x26 Happy Birthday)
- 2001: Law & Order: Special Victims Unit (Fernsehserie, Folge 2x17 Der Liebesbote)
- 2002: Hinter Gittern – Der Frauenknast (Fernsehserie, Folge 9x05 Alles Lüge)
- 2002: Alphateam – Die Lebensretter im OP (Fernsehserie, Folge 7x01 Viel Rauch um Nichts)
- 2003: Detonator – Spiel gegen die Zeit (Detonator)
- 2004: Ich bin ein Star – Holt mich hier raus! (Fernsehshow)
- 2005: Ben – Nichts ist wie es scheint
- 2005: Balko (Fernsehserie, Folge 7x15 Der Verrat)
- 2005: Alarm für Cobra 11 – Die Autobahnpolizei (Fernsehserie, Folge 17x05 Jäger und Gejagte)
- 2007: Das perfekte Promi-Dinner (Fernsehsendung)

## Schriften
- Die Arbeitsgemeinschaften des Stader Vincent-Lübeck-Gymnasiums: Wie Lernen Spaß machen kann. In: Niedersächsisches Innenministerium (Hrsg.): Niedersachsenbuch '90. Stade. CW Niemeyer-Druck, Hameln 1990, S. 136–149.
- Sproß einer Braunschweiger Dichterfamilie: Ricarda Huch. In: Niedersächsisches Innenministerium (Hrsg.): Niedersachsenbuch '91. Rinteln. CW Niemeyer-Druck, Hameln 1991, S. 121–135.